# Bahnhof Breisach
Der Bahnhof Breisach ist der Bahnhof der baden-württembergischen Stadt Breisach am Rhein. Heute haben hier die Breisacher Bahn nach Freiburg sowie die Kaiserstuhlbahn nach Riegel ihren Ausgangspunkt. Die Breisacher Bahn verkehrte bis zur Zerstörung der Breisacher Eisenbahnbrücke über den Rhein 1945 von Breisach aus weiter bis ins französische Colmar.

## Geschichte

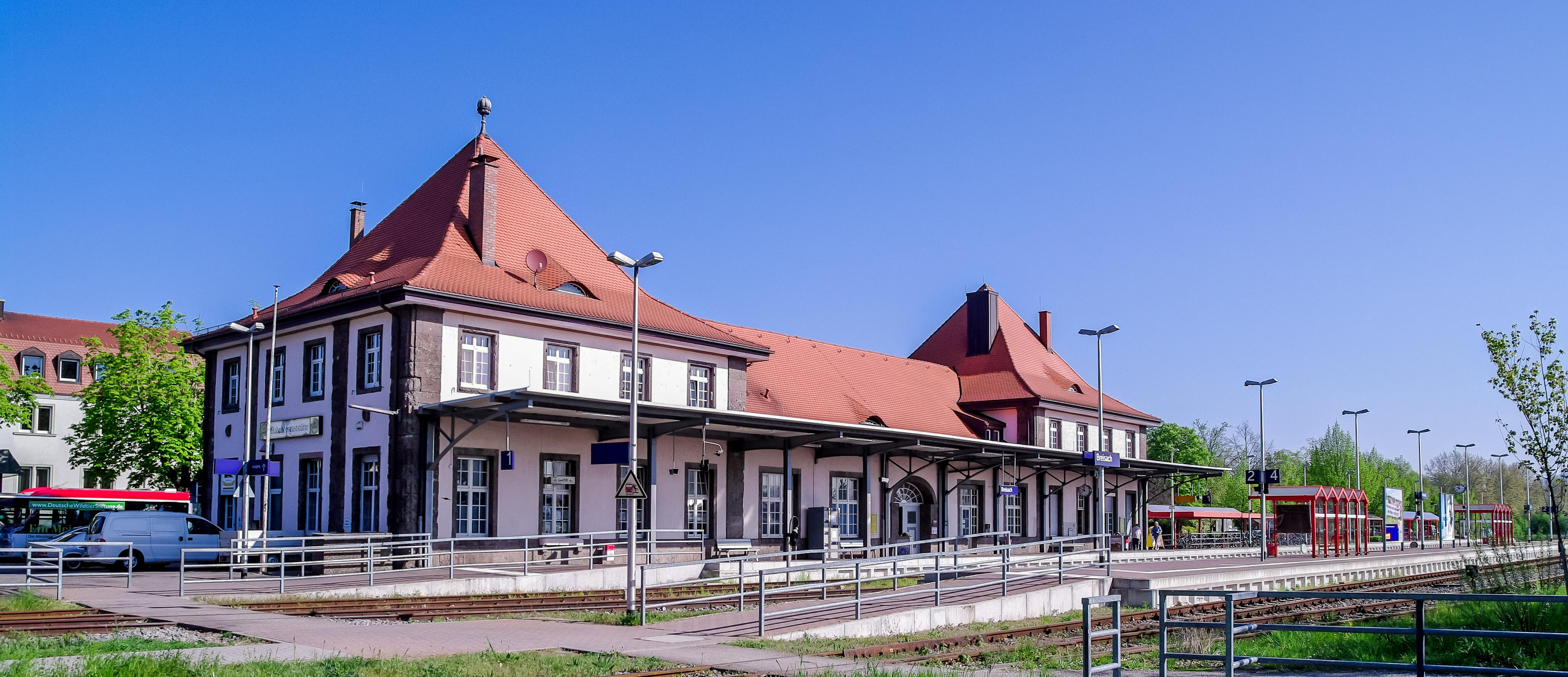
Empfangsgebäude

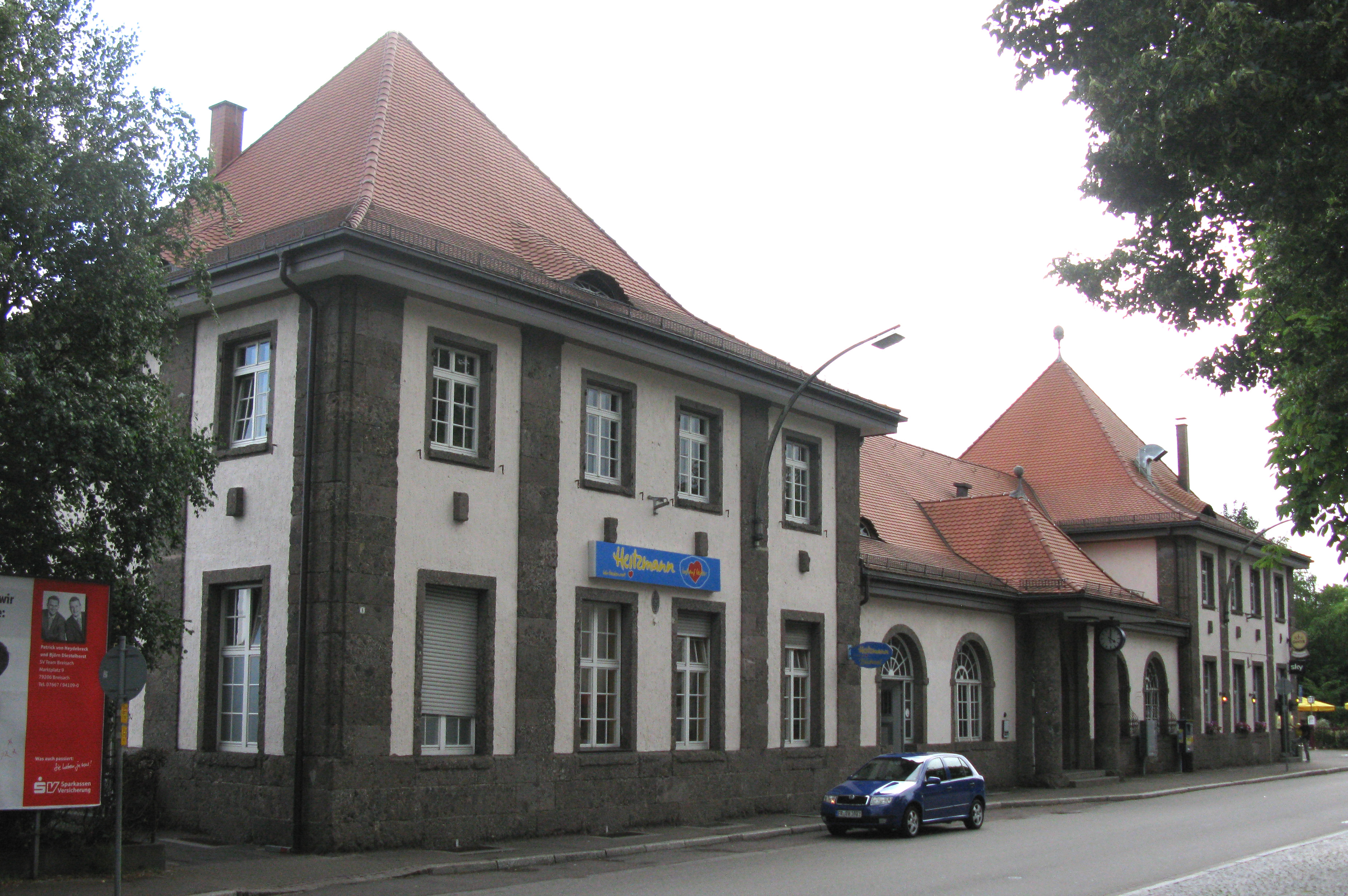
Straßenseite des Empfangsgebäudes

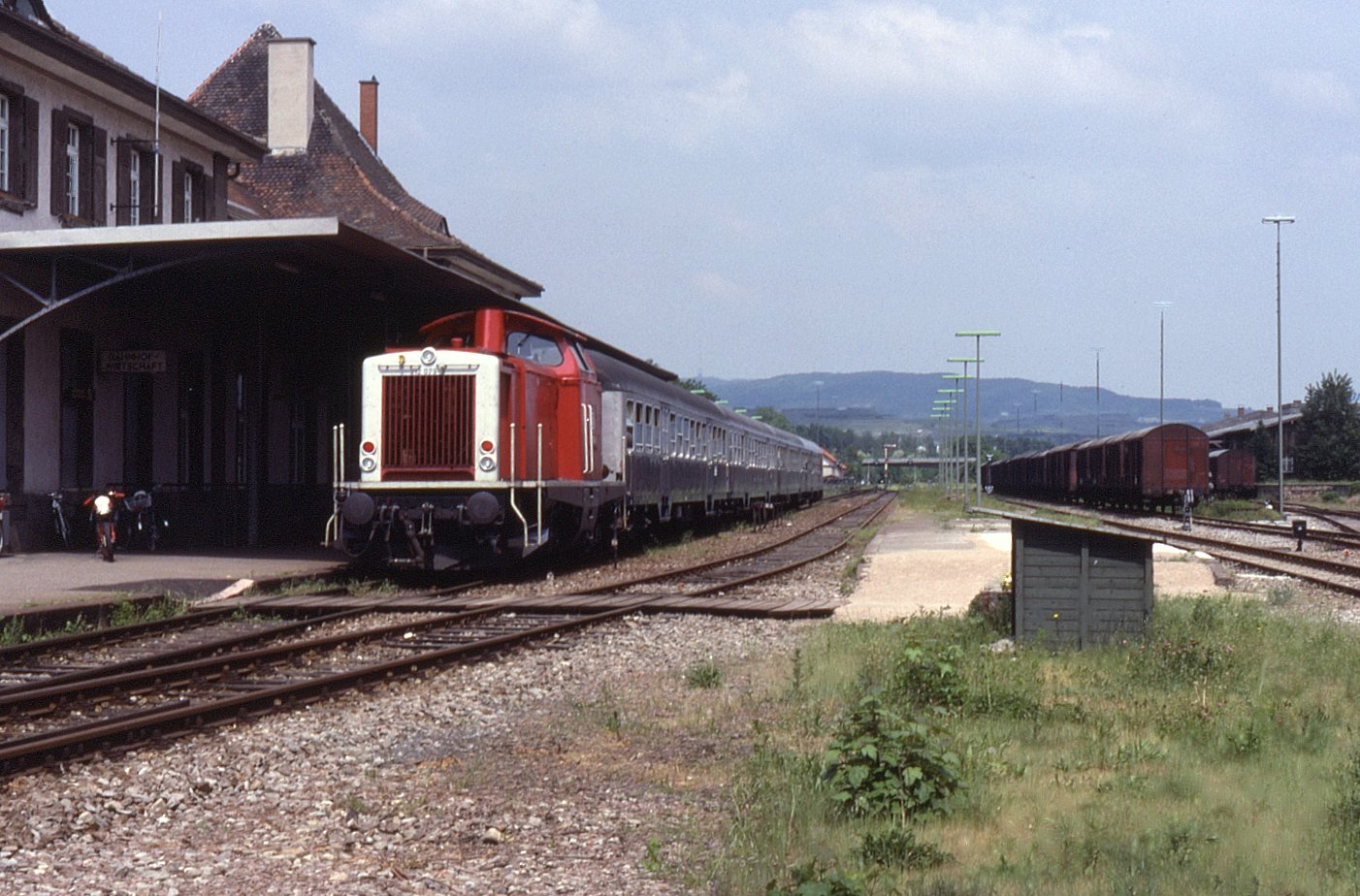
Güteranlagen und Reisezug der Deutschen Bundesbahn (1992)

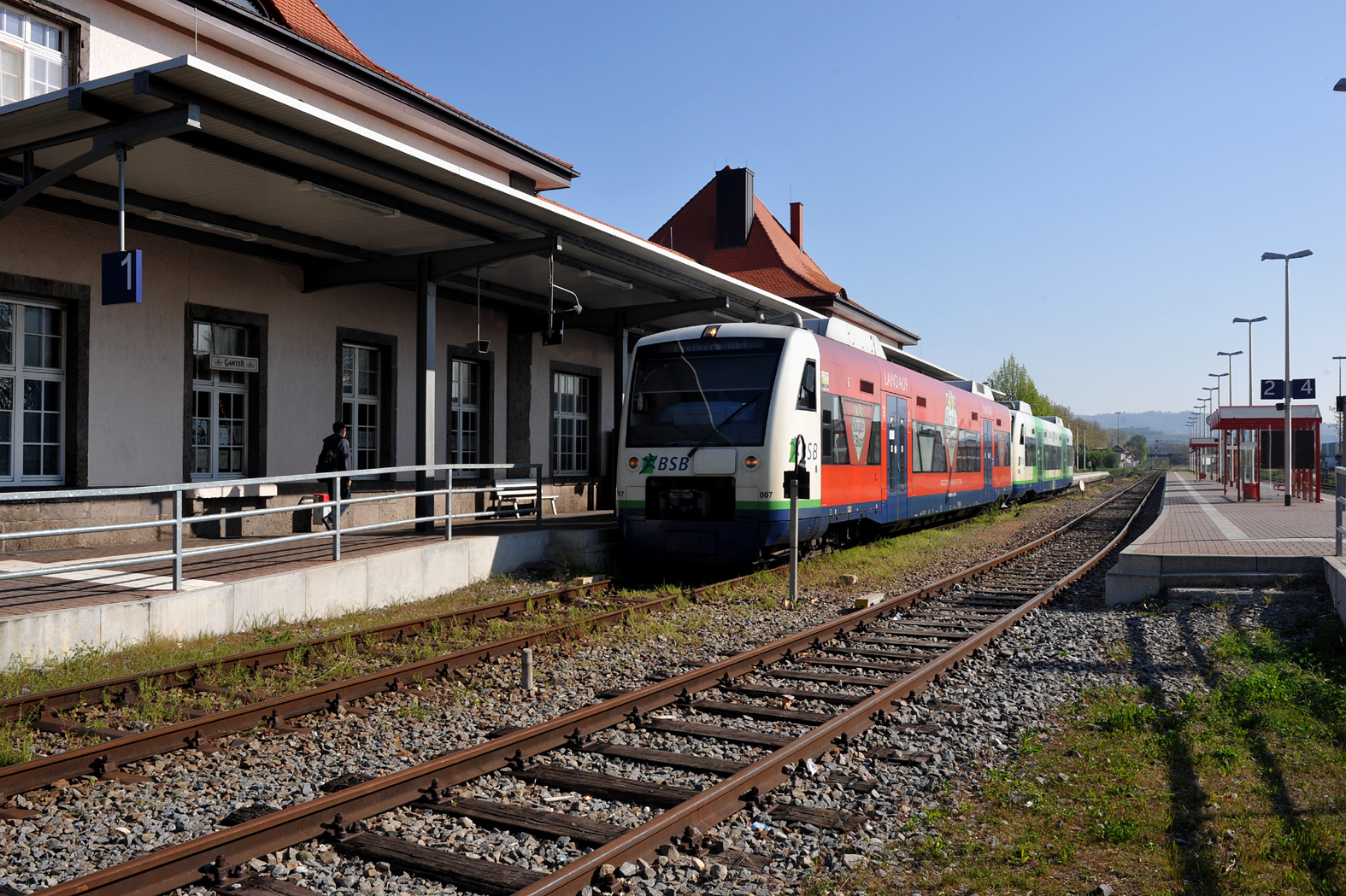
Zwei Triebwagen des Typs Regio-Shuttle der Breisgau-S-Bahn GmbH im Breisacher Bahnhof (2010)

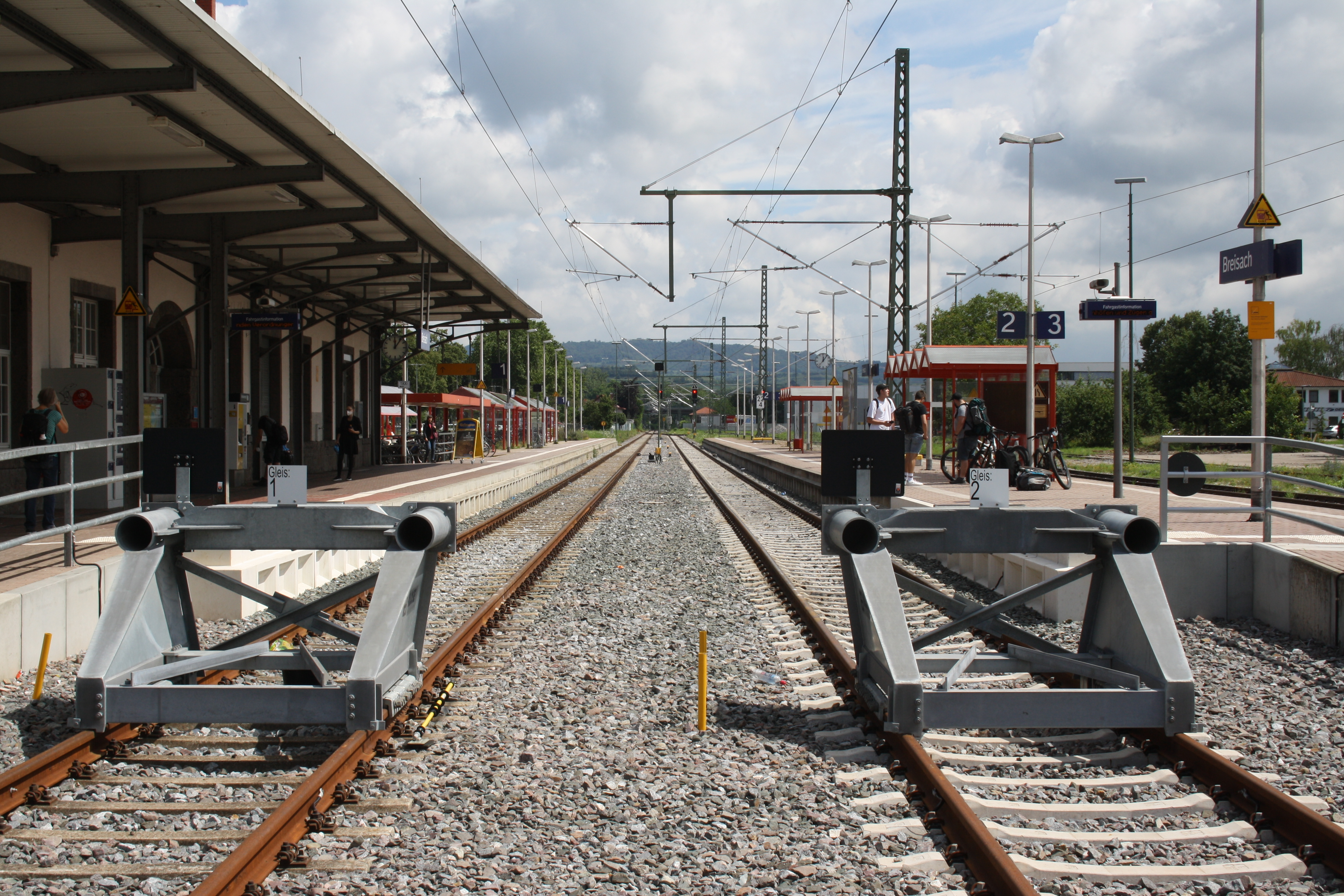
Heutige Stumpfgleise an den Bahnsteigen

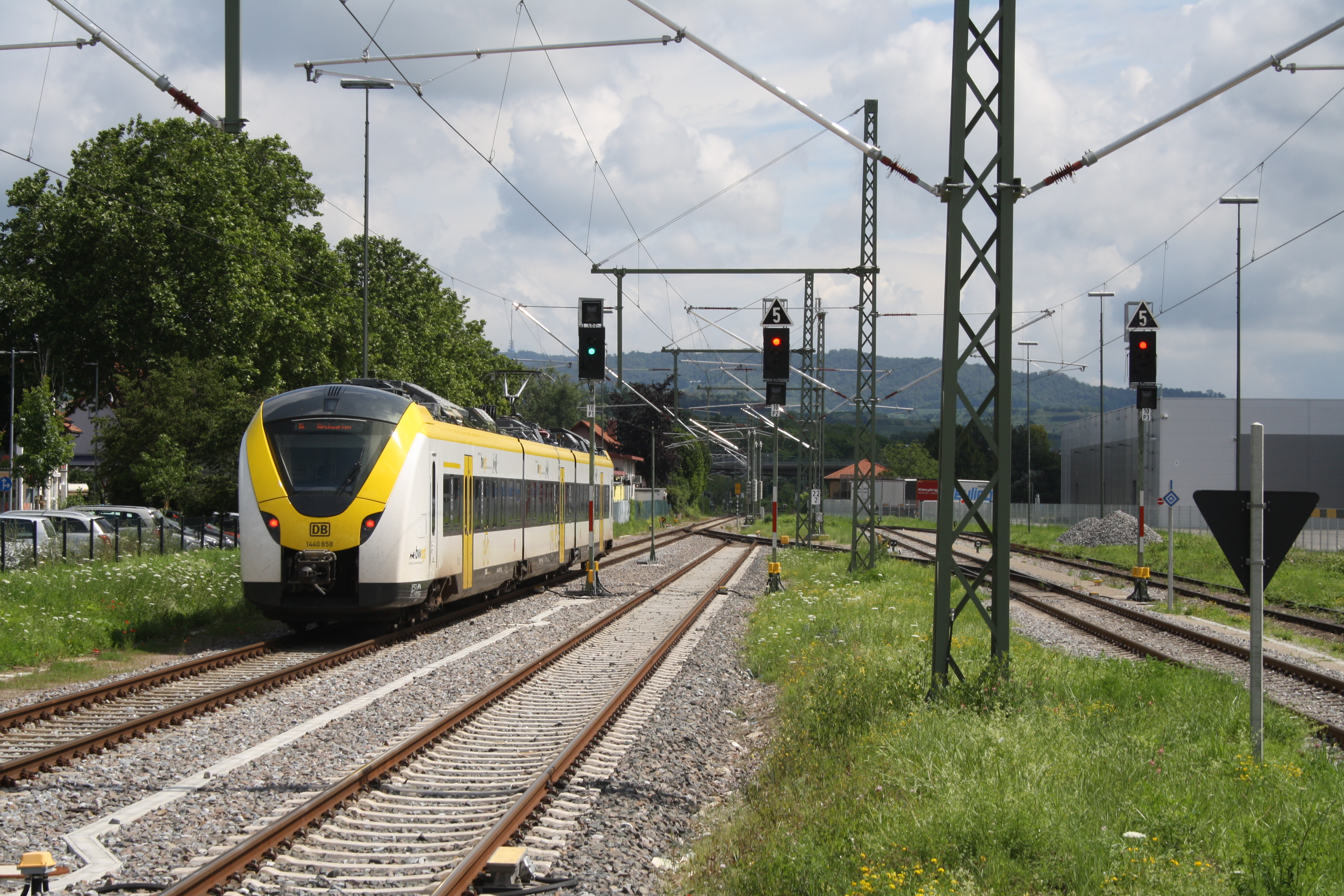
Östlicher Bahnhofskopf mit ausfahrendem Triebzug des Typs Alstom Coradia Continental

Als Teilstück einer geplanten europäischen Ost-West-Verbindung wurde im September 1871 die Strecke Freiburg – Breisach fertig gestellt. Nach dem Bau der Eisenbahnbrücke über den Rhein 1878 wurde die Strecke bis ins elsässische Colmar weitergeführt. Die Züge benötigten für die Strecke Freiburg–Colmar etwa 70 Minuten Fahrzeit, ab Breisach waren es etwa 35 Minuten.
1895 wurde die Privatbahnstrecke der Kaiserstuhlbahn von Breisach über Endingen und Riegel nach Gottenheim eröffnet. Damit wurde Breisach zu einem kleinen Eisenbahnknotenpunkt. 1914 erhielt Breisach anstelle der zuvor errichteten provisorischen Baracke das heutige Empfangsgebäude. Im Ersten Weltkrieg verzeichnete die Strecke zwischen Breisach und Colmar durch den Militärverkehr einen erheblichen Verkehrszuwachs.
Da das Elsass ab 1918 nicht mehr zum Deutschen Reich gehörte, wurde Breisach zum Grenzbahnhof zwischen Deutschland und Frankreich. Infolgedessen nahm die Bedeutung der Breisacher Bahn stark ab. Die Breisacher Eisenbahnbrücke wurde am Ende des Zweiten Weltkrieges im Februar 1945 gesprengt. Die Eisenbahnlinie nach Colmar wurde danach nicht wieder aufgebaut.
Zum 1. Juni 1997 wurde der Personenverkehr auf der Breisacher Bahn von der 1996 gegründeten Breisgau-S-Bahn GmbH (BSB) übernommen, die als Tochtergesellschaft zu je 50 % der Südwestdeutschen Verkehrs-Aktiengesellschaft (SWEG) und der Freiburger Verkehrs AG (VAG) gehört. Die DB InfraGO ist in der Nachfolge der DB weiterhin Betreiber der Gleisinfrastruktur.
Für den Betrieb der Breisgau-S-Bahn wurde der Bahnhof modernisiert, die Bahnsteige erhöht und es wurden beide Strecken 2019 elektrifiziert. Die Kaiserstuhlbahn war am 28. Oktober 2019 fertiggestellt, die Breisacher Bahn am 15. Dezember 2019. Wegen Fahrzeugmangel konnte der elektrische Betrieb auf den Strecken erst 2020 und 2021 aufgenommen werden.

## Empfangsgebäude
Das recht stattliche und für heutige Verhältnisse etwas überdimensionale Empfangsgebäude des Breisacher Bahnhofs wurde 1913/14 aus Kaiserstühler Basalt (Vulkangestein) errichtet. Es ersetzte die seit Eröffnung der Breisacher Bahn bestehende provisorische Baracke.

## Gleisanlagen
Als ehemaliger Betriebsmittelpunkt der Breisacher Bahn besitzt der Breisacher Bahnhof noch heute umfangreiche Gleisanlagen. Für den Personenverkehr stehen insgesamt drei Gleise an einem Haus- und einem Inselbahnsteig zur Verfügung.
Die Nummerierung beginnt auf der Nordwestseite am Empfangsgebäude.
- Gleis 1 liegt als Hausbahnsteig direkt vor dem Empfangsgebäude. Heute halten hier die Züge der Linie S1 der Breisgau-S-Bahn 2020 von und nach Freiburg, Seebrugg und Villingen.
- Gleis 2 teilt sich mit Gleis 4 einen Inselbahnsteig. Heute halten hier die SWEG-Züge der Kaiserstuhlbahn Richtung Endingen und Riegel, welche als Linie S5 ebenfalls zur Breisgau-S-Bahn 2020 gehören.
- Gleis 4 liegt am Bahnsteig neben Gleis 2. Das Gleis wird im planmäßigen Schienenpersonennahverkehr nur noch als Ausweichgleis am Nachmittag für die Züge der Breisacher Bahn genutzt.
- Gleise 5 ist ein Abstellgleis ohne Bahnsteig.
- Gleise 6 ist ein Stumpfgleis.

Die Gleise 5 und 6 sind von der Strecke nur mit Sägefahrt über das Gleis 4 erreichbar. Hier ist ein Gleisanschluss einer Spedition vorhanden.
Die Bahnsteige des Bahnhofs Breisach sind barrierefrei. Um auf den Bahnsteig der Gleise 2 und 4 zu gelangen, muss man über den Fußgängerüberweg über die Gleise 1 und 2 gehen. Vor dem Umbau für die Breisgau-S-Bahn hatte der Mittelbahnsteig eine Überdachung.

### Kaiserstuhlbahn
Hier sind die Gleise zurückgebaut worden. Anfang der neunziger Jahre waren noch mindestens vier Abstell- und Ladegleise vorhanden. Die Kaiserstuhlbahn hatte ursprünglich einen eigenen Bahnhof nordöstlich der heutigen Gleisanlagen, östlich des Empfangsgebäudes. Die eigene Zufahrt zur Strecke wurde aufgegeben, seit 1960 mündete das Streckengleis von Riegel bei km 25,89 in die Bundesbahnstrecke von Freiburg ein. Für Personenzüge gab es weiterhin ein eigenes Abfahrtsgleis nordöstlich des Gebäudes auf der nördlichen Seite des Hausbahnsteiges. Es hatte ein eigenes Umfahrgleis, außerdem waren noch zwei Abstellgleise und ein städtisches Anschlussgleis für Betriebe an der Kandelstraße vorhanden.

## Verkehr

### Bahn
Auf der Breisacher Bahn nach Freiburg im Breisgau verkehrte seit dem 1. Juni 1997 die Breisgau-S-Bahn im stündlichen bis halbstündlichen Takt. Seit dem 15. Dezember 2019 verkehrt hier die von DB Regio betriebene S-Bahn-Linie S1 der Breisgau-S-Bahn 2020 in Richtung Freiburg und wochentags weiter nach Titisee, Seebrugg und Villingen (Schwarzwald). Die Züge verkehren im Halbstundentakt. Auf der von der Südwestdeutschen Verkehrs-AG (SWEG) betriebenen Kaiserstuhlbahn nach Riegel am Kaiserstuhl verkehren bis zur Aufnahme des elektrischen Betriebes Breisgau-S-Bahn-Triebwagen vom Typ Regio-Shuttle RS 1, seit dem 15. Dezember 2019 als Linie S5 der Breisgau-S-Bahn 2020. Auf der Kaiserstuhlbahn besteht in der Regel ein Stundentakt.
| Linie | Verlauf | Takt                                                                                                  | Betreiber |
| ----- | --- | --- | --------- |
| S1    | Breisach – Ihringen – Wasenweiler – Gottenheim – Hugstetten – (Freiburg-Landwasser – Freiburg Messe/Universität –) (sonn-/feiertags nur stündlich) Freiburg Klinikum – Freiburg (Breisgau) Hbf – Freiburg-Wiehre – Freiburg-Littenweiler – Kirchzarten – Himmelreich – Hinterzarten – Titisee – Feldberg-Bärental – Altglashütten-Falkau – Aha – Schluchsee – Seebrugg Züge verkehren zwischen Gottenheim und Freiburg Hbf vereinigt mit S11 von/nach Endingen, Züge nach und von Seebrugg verkehren zwischen Freiburg Hbf und Titisee vereinigt mit S10 nach/von Villingen Stand: Fahrplanwechsel Dezember 2022 | 30 min (Breisach–Freiburg Hbf) 20/40 min (Freiburg Hbf–Kirchzarten/Titisee) 60 min (Titisee–Seebrugg) | DB Regio  |
| S5    | Riegel-Malterdingen – Riegel am Kaiserstuhl Ort – Endingen am Kaiserstuhl – Königschaffhausen – Sasbach am Kaiserstuhl – Jechtingen – Burkheim-Bischoffingen – Oberrotweil – Achkarren – Breisach Stand: Fahrplanwechsel Dezember 2022 | 60 min                                                                                                | SWEG      |

Seit 1978 verkehrt darüber hinaus zu Festen entlang der Kaiserstuhlbahn der Museumsdampfzug Rebenbummler der Eisenbahnfreunde Breisgau e. V., der komplett aus ehemaligen SEG-Fahrzeugen der Kaiserstuhlbahn und anderer SEG-Strecken besteht.

### Bus
Im Busverkehr besteht mit der Buslinie 31 der Freiburger Verkehrs AG eine weitere Direktverbindung über die Stadtteile Hochstetten, Gündlingen, Ober- und Niederrimsingen von und nach Freiburg.
Südbadenbus betreibt mit der Regionalbuslinie 1076 eine direkte Verbindung über den Rhein in die Schwesterstadt Neu-Breisach und weiter nach Colmar im Elsass sowie mit der Linie 7211 eine den Schienenverkehr in Tagesrandlagen ergänzende Busverbindung nach Freiburg.
Der Verkehr der Kaiserstuhlbahn wird durch eine Buslinie nach Vogtsburg ergänzt.
Zwei von der Südbadenbus GmbH und dem Unternehmen Tuniberg Express betriebene Stadtbuslinien bedienen die Kernstadt. Der kleinste und südlichste Stadtteil Grezhausen ist durch eine Anrufsammeltaxilinie an die Kernstadt und den Bahnhof angebunden.